# 贡布扎布·鲁布桑策本

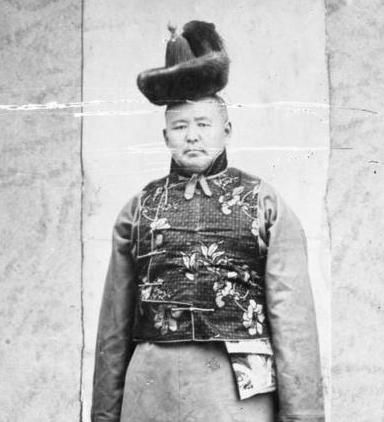
鲁布桑策本

贡布扎布·鲁布桑策本（又译罗布苍策旺，或作，1869年—1922年8月30日），大蒙古国政治人物，曾在1921年担任大蒙古国财政部长。

## 生平
鲁布桑策本于1869年生于外蒙古土谢图汗部中旗（达尔罕亲王旗，今属蒙古国中央省）。
1920年冬，鲁布桑策本在鄂嫩河上游巴勒丹博尔温寺附近的车臣汗部中后旗（戴青王旗 ）遇到了恩琴率领的亞洲騎兵師，遂成为恩琴军队在土拉河和特日勒吉河谷的向导。他和部队指挥官讨论了从中国军队手中夺取库伦的计划。博克多汗派出的特使抵达赞乌布鲁山谷（Заан-Убулун）后，他们共同讨论了使博克多汗摆脱中国军队的软禁的计划。他们派几十个民兵拿下了赞特日勒吉山（Заан-Тэрэлж），并收集了食品和生活用品。在鲁布桑策本的建议下，其导师额伦津桑布（Эрэнчинсамбу）担任了随军喇嘛，呼艮呼图克图（Хүүхэн-хутагт）举行佛教仪式以驱逐占领京都库伦的中国军队。在博克多汗脱离控制获得自由后，鲁布桑策本派民兵将其保护在文殊寺。
在成功攻占京都库伦后，博克多汗封鲁布桑策本为亲王，并任命其为财政部长，一直任至蒙古人民革命胜利而被撤职，任职时间为1921年2月7日至7月。一年后，鲁布桑策本被卷入了道格索姆·鲍道案。1922年8月30日，根据政府法令№38，鲁布桑策本被枪决。1997年6月11日，最高法院№232命令为鲁布桑策本进行了平反。